# Tokio Komatsu
Tokio Komatsu (ur. 26 września 1946, Tokio) – japoński baseballista, który występował na pozycji zapolowego przez 2 sezony w Nippon Professional Baseball.
Kształcił się w wyższej szkole Nichidaisan. Później, wstąpił do Nihon University, gdzie studiował.
W 1970 roku został wybrany w siódmej rundzie draftu przez Nishitetsu Lions (obecnie Saitama Seibu Lions). W Nippon Professional Baseball zadebiutował w sezonie 1971. W inaugurującym sezonie wystąpił w 23 spotkaniach, zdobył m.in. 2 home runy. W kolejnym sezonie wystąpił jedynie w 7 spotkaniach. Jak się później okazało, był to jego ostatni sezon w karierze.

## Statystyki z Nippon Professional Baseball
- Sezon zasadniczy[1]

| Sezon              | Klub               | G  | PA | AB | R | H | 2B | 3B | HR | RBI | SB | CS | BB | SO | BA    | OBP   | SLG   | OPS   |
| ------------------ | ------------------ | -- | -- | -- | - | - | -- | -- | -- | --- | -- | -- | -- | -- | ----- | ----- | ----- | ----- |
| 1971               | Lions              | 23 | 36 | 31 | 5 | 6 | 1  | 0  | 2  | 5   | 1  | 0  | 5  | 4  | 0,194 | 0,306 | 0,419 | NO    |
| 1972               | Lions              | 7  | 7  | 7  | 0 | 0 | 0  | 0  | 0  | 0   | 0  | 0  | 0  | 3  | NO    | NO    | NO    | NO    |
| Łącznie w karierze | Łącznie w karierze | 30 | 43 | 38 | 5 | 6 | 1  | 0  | 2  | 5   | 1  | 0  | 5  | 7  | 0,158 | 0,256 | 0,342 | 0,598 |